# Blancs (insurrection de Janvier)

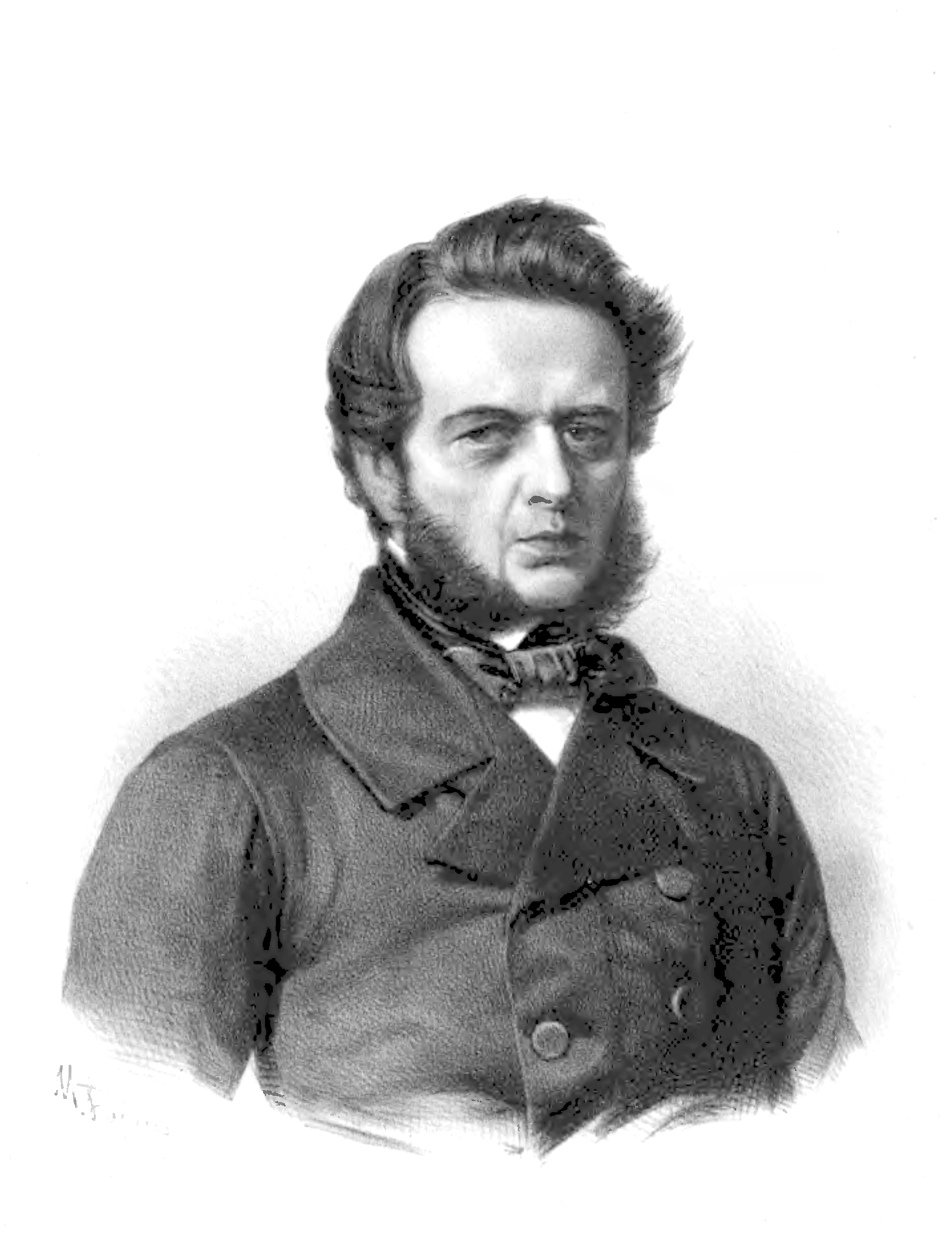
Andrzej Zamoyski, initiateur et président de la Société d'agriculture

Les Blancs est le nom familier du camp politique libéral-conservateur polonais opérant dans la clandestinité dans les années 1858-64 sur les terres polonaises et en exil. Ils s'opposent à la politique de conciliation du marquis Aleksander Wielopolski, le chef de l'administration civile du royaume de Pologne sous tutelle russe, ainsi qu'aux aspirations insurrectionnelles et au programme social radical des Rouges. Toutefois, lorsque l'insurrection éclate en janvier 1863, la plupart des Blancs acceptent de la soutenir politiquement et militairement.

## Programme
Les Blancs étaient pour la plupart des aristocrates, des propriétaires terriens et industriels ou des intellectuels issus de la classe moyenne, rassemblés autour de la Société d'agriculture (Towarzystwo Rolnicze) créée en 1858 par le comte Andrzej Artur Zamoyski. Les représentants de ce camp en exil étaient rassemblé autour de l'hôtel Lambert dirigé par le prince Adam Czartoryski et, après sa mort en 1861, par son fils Władysław.
Ils réclament une plus grande autonomie du royaume du Congrès, une administration et un système d'éducation distinctes et une armée polonaise par  À l'instar des Rouges, les Blancs soutiennent l'abolition du servage, mais en contrepartie des compensations financières. En outre, contrairement aux Rouges, les Blancs sont généralement opposés à l'idée d'une insurrection armée contre la Russie, qu'ils considèrent vouée à l'échec du fait de la supériorité militaire de l'Empire. À la place, ils préconisent le recours à la diplomatie et à la sollicitation du soutien des autres puissances européennes, notamment de la France. Ils comptent sur l'efficacité des pétitions, des manifestations patriotiques pacifiques et du "travail organique" sur le long terme afin d'élever le niveau économique, culturel et civilisationnel des terres polonaises.
Ils essaient également d'influencer le tsar pour récupérer les anciens territoires polonais cédés à l'Autriche et à la Prusse lors du troisième partage de la Pologne.

## Personnalités
- Leopold Stanisław Kronenberg
- Andrzej Artur Zamoyski
- Edward Jürgens (pl)
- Karol Ruprecht (pl)
- Karol Majewski (pl)

## Sources
- (en) Cet article est partiellement ou en totalité issu de l’article de Wikipédia en anglais intitulé « Whites (January Uprising) » (voir la liste des auteurs).